# クリサント・オイワング
クリサント・オイワング（Chrisant Ojwang、1998年12月15日 - ）は、ケニアのラグビーユニオン選手。

## プロフィール
- ケニア・ナクル出身[2]。
- ポジションはスクラムハーフ(SH)、センター(CTB)。
- 身長 186cm、体重 85kg

## 略歴
2024年、パリ2024五輪の7人制ケニア代表に選ばれた。